# Манди (Тексас)
Манди (енгл. Munday) град је у америчкој савезној држави Тексас. По попису становништва из 2010. у њему је живело 1.300 становника.

## Демографија
Према попису становништва из 2010. у граду је живело 1.300 становника, што је 227 (14,9%) становника мање него 2000. године.
| Група             | 2000.       | 2010.       |
| Белци             | 912 (59,7%) | 694 (53,4%) |
| Афроамериканци    | 130 (8,5%)  | 91 (7,0%)   |
| Азијати           | 0 (0,0%)    | 0 (0,0%)    |
| Хиспаноамериканци | 467 (30,6%) | 497 (38,2%) |
| Укупно            | 1.527       | 1.300       |